# Askaridióza ptáků
Askaridióza (škrkavčitost) je parazitární onemocnění ptáků vyvolávané hlísticemi z rodu Ascaridia. U kurovitých (Galliformes), holubů, divoce nebo v zajetí žijících ptáků je původcem nejčastěji Ascaridia galli (škrkavka slepičí); z dalších druhů škrkavek (askaridií) se u ptáků vyskytují A. columbae, A. compar, A. dissimilis a A. numidae.
Škrkavky parazitují v tenkém střevu, při silnějších infekcí se mohou nacházet také v jícnu, voleti, žaludku, vejcovodu, tělní dutině, játrech i slepých střevech. Onemocnění se u ptáků projevuje poklesem živé hmotnosti, anorexií, průjmem, celkovou slabostí a někdy i nervovými příznaky a úhynem. Askaridióza také negativně ovlivňuje průběh jiných infekcí, např. kokcidiózu, choleru nebo infekční bronchitidu (synergismus). A. galli může také přechovávat a přenášet ptačí reovirusy. Zajímavým, zejména z hlediska konzumentů, je občasný nález parazita ve slepičím vejci, kdy se škrkavka dostane do vajíčka pravděpodobně migrací z kloaky do vejcovodu.

## Diagnostika
Diagnóza askaridiózy je založena na nálezu cizopasníků anebo jejich vajíček v trusu živých ptáků nebo ve střevě ptáků uhynulých. Při ovoskopickém vyšetření se nesmí vajíčka škrkavek zaměnit za vajíčka heterakid, která jim jsou velmi podobná.

## Terapie a prevence
U drůbeže se onemocnění vyskytuje nejčastěji při výběhovém systému chovu, v drobnochovech. Dobře udržovaná hluboká podestýlka působí tlumivě na dozrávání vajíček, vlhká podestýlka naopak umožňuje jejich dlouhodobé přežívání. Hlavními zdroji infekce jsou zamořené výběhy a kontakt mladé drůbeže s dospělými ptáky. Výběhy se ozdravují častým kosením trávy, aby sluneční paprsky měly přístup k vrchní vrstvě půdy, dále odstraňováním trusu z okolí kurníku, vápněním a střídáním výběhů. Velký význam má plnohodnotná výživa, zejména dostatek vitamínu A. Léčebně se používají anthelmintika. Vypuzené červy je třeba s trusem spálit nebo neškodně odstranit.Larvy škrkavek jsou v období vývoje ve střevě k anthelmintikům mnohem odolnější než dospělí červi.